# Antonio Cavanilles y Centi

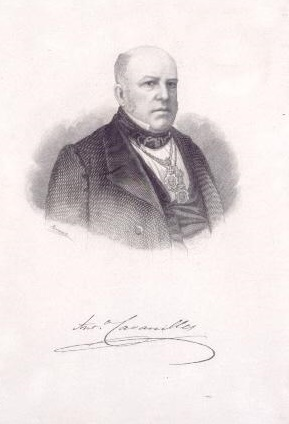
Retrato de Antonio Cavanilles Centi grabado por Domingo Martínez Aparici con la firma autógrafa del retratado. Madrid, Museo Lázaro Galdiano.

Antonio Cavanilles y Centi (La Coruña, 31 de enero de 1805 - Madrid, 2 de enero de 1864) fue un historiador y jurista español, académico de la Real Academia de la Historia.

## Biografía
Hijo de José Cavanilles Mas, reconocido miembro del Consejo de Castilla y Oidor de la Audiencia de La Coruña, fue padrino suyo el botánico Antonio Cavanilles. En 1814 se trasladó a Madrid con su familia. En 1825 se licenció en jurisprudencia en la Universidad de Alcalá, donde fue discípulo del poeta Alberto Lista y, desde 1832,  abogado interino de la Corte.
Se dedicó a catalogar las monedas y documentación reunida por su padrino y la donó a la Real Academia de la Historia, que el 5 de marzo de 1847 le nombró académico —fue uno de los primeros— y presidente de la Comisión de Antigüedades. El 26 de noviembre de 1857 fue elegido académico de la Academia de Ciencias Morales y Políticas. Reunió una colección de mapas antiguos y material cartográfico que fue donado en 1893 por su hija a la  Academia de la Historia.

## Obras
- Dos noticias históricas del inmortal botánico y sacerdote hispano-valentino don Antonio José Cavanilles
- Memoria sobre el Fuero de Madrid del año 1202